# バーンクンティアン区
バーンクンティアン区（バーンクンティアンく、タイ語: เขตบางขุนเทียน）は、タイ王国バンコク都の行政区の一つ。
この行政区は、時計回りに、バーンボーン区、チョームトーン区、トゥンクル区、サムットプラーカーン県のプラサムットチェーディー郡、サムットサーコーン県のムアンサムットサーコーン郡の5つの行政区に接している。

## 歴史
1867年トンブリー県の郡として設立。1972年にトンブリー県とバンコクが合併した時、バーンクンティアン区となった。